# Arkády Pankrác
Arkády Pankrác je obchodní centrum na Pankráci v Praze 4 (Hvězdova č. 86, Nusle čp. 1727). Jeho prodejní plocha je téměř 40 000 m², disponuje 1100 parkovacími místy. Poblíž se nachází mrakodrapy pankrácké pláně – City Tower, City Empiria a V Tower. Je přímo napojeno na stanici metra C, Pankrác, nachází se zde také autobusová zastávka linek 134, 188 a 193. Základní kámen byl položen 20. června 2007, otevření pro veřejnost se uskutečnilo 14. listopadu 2008. Komplex nabízí přibližně 2000 pracovních míst.

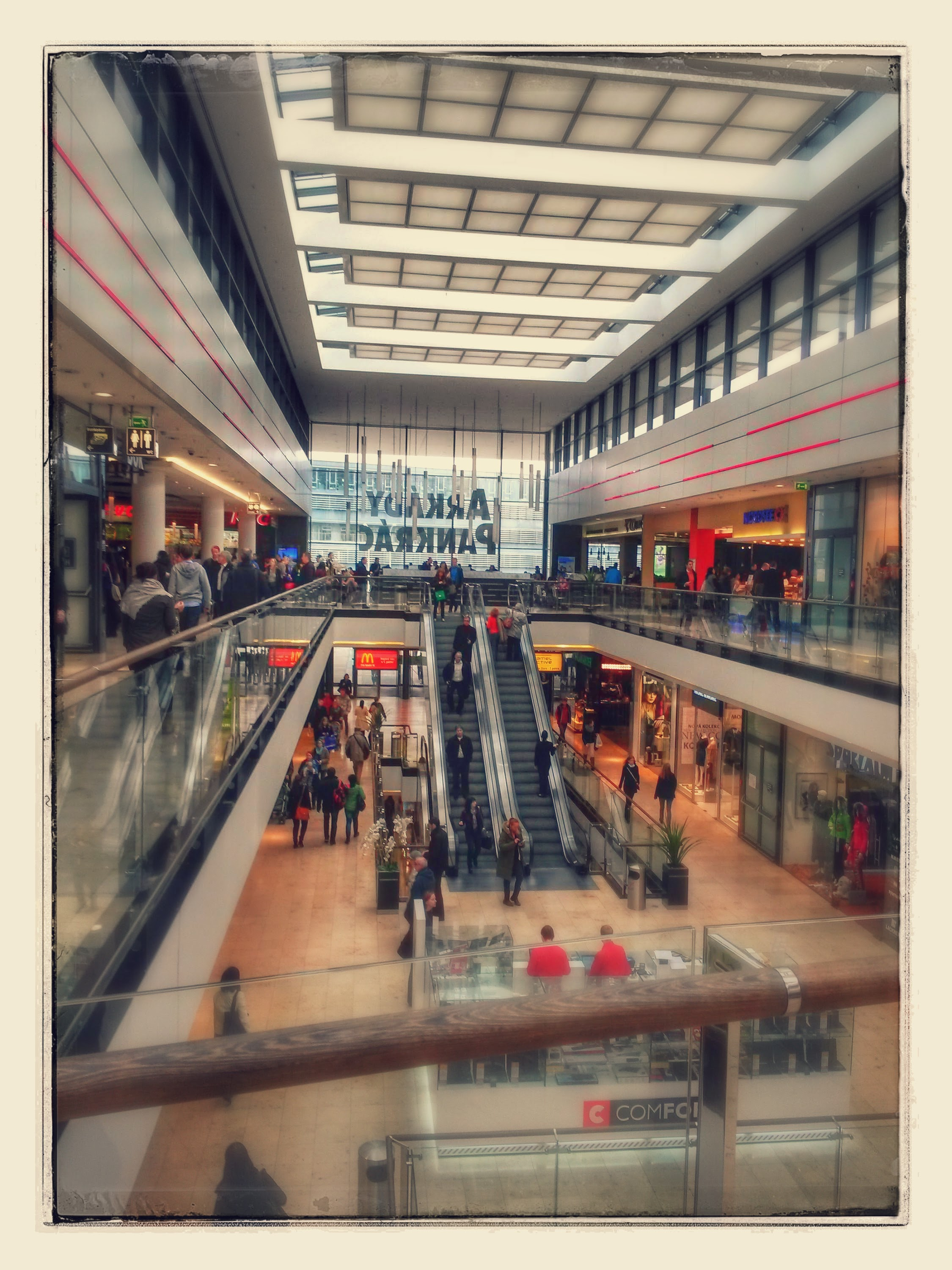
Interiér Arkád Pankrác

Budovu navrhl tým z ateliéru ECE (Věra Pernická a další) ve spolupráci s ateliérem Richarda Meyera (John Eisler). Zadání bylo, aby se stavba přizpůsobila okolí. Budova má tři patra. Investory byla francouzská firma Unibail-Rodamco a společnost ECE. Generálním dodavatelem celé stavby byla rakouská firma Strabag. 